# Магас
Мага́с (інгуш. «Місто Сонця») — місто в Російській Федерації, столиця Республіки Інгушетія. Населення становить 18521 мешканців (1 січня 2024 року). Станом на 2008 рік — найменше місто Росії.
Місто було засновано у 1995 році на місці, де існувало стародавнє місто з тією ж назвою, а наприкінці 2002 року місто стало столицею Інгушетії, замінивши у цьому статусі Назрань.
Магас розташований на відстані 4 км від Назрані (по суті є її передмістям), і розміщений на похилій терасі, що вивищується над руслом річки Сунжа на 6—8 м, абсолютна висота — від 520 до 650 м над рівнем моря.
На відстані 8 км від міста знаходиться залізнична станція «Назрань», 30 км — аеропорт «Магас». Поруч з містом проходить федеральна автомагістраль «Кавказ».

## Релігія
Центральна мечеть «Серце Кавказа»

## Галерея

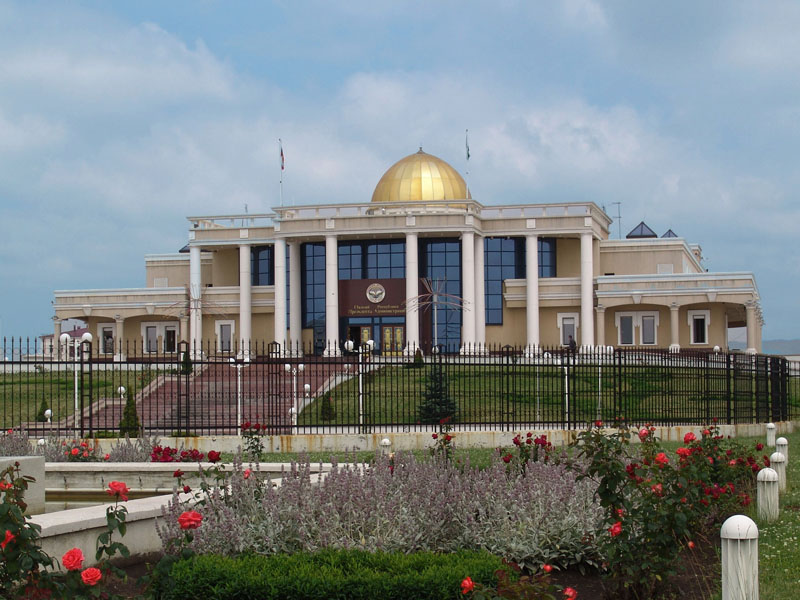
Будівля адміністрації Президента Інгушетії в Магасі
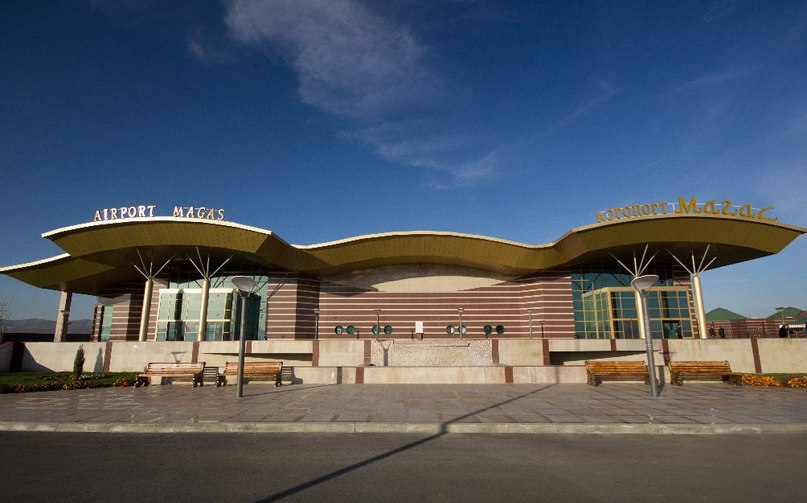
Аеропорт м. Магас
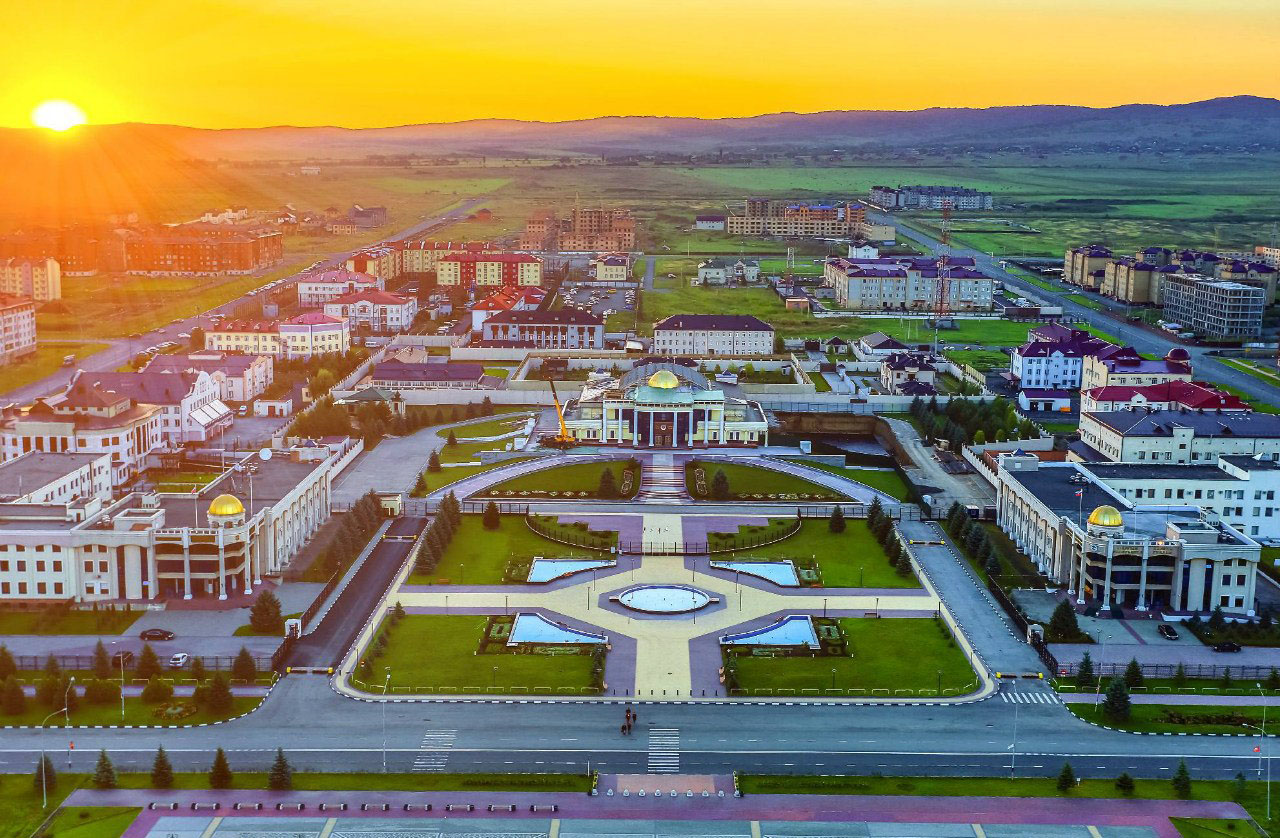
Панорама міста

## Виноски
1. ↑  Заяц Д. В. Магас — «Місто Сонця» — нова столиця Інгушетії // Географія № 11 — 2001. Архів оригіналу за 2 травня 2013. Процитовано 20 червня 2008.